# بسكن
البَسْكِن هي جزمة يصل طولها إلى الركبة أو الربلة مصنوعة من الجلد أو القماش، وهي ذات أربطة تمتد من أصابع القدم إلى الجزء العلوي منها، وهي مفتوحة عند أصابع القدم.